# La vendedora de huevos
La vendedora de huevos (en inglés, The Egg Woman) es una novela de la autora Linda D. Cirino, nacida en Nueva York y descendiente de emigrantes polacos. Fue publicada en 2008, después del fallecimiento de la autora un año antes.

## Argumento
La novela, ambientada en 1936, cuenta la historia de Eva, una granjera del sur de Alemania que, tras media vida sin salir de la rutina de la granja y de la familia, conocerá un mundo nuevo al descubrir un misterioso forastero que se esconde en su gallinero. Con el marido en la guerra, la protagonista iniciará una relación con el desconocido que provocará una serie de consecuencias fatales.